# Kangta
Ahn Chil-hyun, mieux connu sous son nom de scène Kangta (강타) (né le 10 octobre 1979) est un chanteur sud-coréen, il s'est fait connaitre comme chanteur du boys band H.O.T. (High-five of Teenagers).
Il est un auteur-compositeur, ayant écrit plus de 100 chansons pour les albums des H.O.T. ainsi que pour d'autres groupes et chanteurs tels que NRG et Fly to the Sky. Lorsque H.O.T. s'est dissous en mars 2001, Kangta ne perd pas de temps et sort son premier album solo intitulé "Polaris", qui est devenu un énorme succès.

## Filmographie
- 2002 : Emergency Measures 19 (Cameo)

### Drama
- 2005 : Magic Touch of Fate
- 2005 : Loveholic (KBS)
- 2007 : Love In The City 2 (CCTV)

## Discographie
- 2001 : Polaris
- 2002 : Pine Tree
- 2005 : Persona
- 2008 : Eternity
- 2010 : Breaka Shaka